# Ghilarovus changlingensis
Ghilarovus changlingensis är en kvalsterart som beskrevs av Wen 1990. Ghilarovus changlingensis ingår i släktet Ghilarovus och familjen Zetomotrichidae. Inga underarter finns listade i Catalogue of Life.